# 吉岡平
吉岡 平（よしおか ひとし、1960年7月16日 - 2023年1月13日）は、日本の小説家。岡山県笠岡市出身。

## 来歴
岡山県立笠岡高等学校卒業、早稲田大学第二文学部中退。早稲田大学漫画研究会出身。在学中より編集プロダクションのスタジオ・ハードで学生バイト、フリーライター経験。1982年 秋田書店刊 マイアニメ11月号 別冊付録 アニメ資料館『魔境伝説アクロバンチ』等を担当した。それらの縁により1984年劇場版『コータローまかりとおる!』のノベライズ『ハチャメチャ痛快学園活劇 コータローまかりとおる』（講談社X文庫）で作家デビュー。その後、X文庫にて『ターミネーター』『スパルタンX』などの映画ノベライズを執筆。
しばしば作中の台詞ないし地の文で軍事・写真・特撮・アニメなどに関する蘊蓄を披瀝する。ただ、それらの薀蓄は必ずしも正しいものとは限らず、『突入! 痛戦車小隊』の後書きで展開した陸上自衛隊のTK-X（新戦車）に関する発言は、ほぼ全てが事実誤認に基くものとされる。
さまざまな分野の作品を発表し、多作家であると同時に執筆が迅速であり、一時は毎月新刊を出すことから「月刊吉岡」と呼ばれていた。
「北海の堕天使」「凍てる波涛」など、少数ながら架空戦記も手がけており、徳間書店の『奇想艦隊』では、架空戦記界の大艦巨砲主義者と称して横山信義と戦艦をテーマに対談を行っている。また、横山信義の作品『八八艦隊物語』においては、高速雷撃艇「瀑竜」の名付け親にもなっている。
吉岡は史実では活躍の機会を得ずに終わった兵器を偏愛し、特に「俺が好きになってやらなきゃ誰も好きにならない」ようなマイナー兵器・欠陥兵器（ボールトンポール デファイアント が代表例）ほどその傾向が強い。『宇宙一の無責任男』シリーズに登場する艦艇の名前は大日本帝国海軍を始めとする各国海軍の命名法を踏襲しつつ、実際には建造されたことのない艦名を主に使用している。同作で「信濃」という宇宙戦艦を登場させたことに関して、後書きで「建造されなかったようなもんですからねえ」などと語った。代表作となった『宇宙一の無責任男』シリーズはアニメ化もされ、『無責任艦長タイラー』となって朝日新聞出版とエンターブレインから再刊行されている。
『宇宙一の無責任男』シリーズの第2巻「明治一代無責任男」は、主人公のタイラー達がタイムワープの影響で明治時代（日清戦争時）の日本にタイムスリップするストーリーであるが、この作品にはマコト・ヤマモトの直接の先祖として山本権兵衛が、他に東郷平八郎、森鴎外、谷干城等が登場する。また、森田思軒も登場しており、これについては、後書きで「同郷ということもあって登場させた」という旨のコメントをしている。
また、『超時空要塞マクロス』のリン・ミンメイから取った林明美名義でアイドル評論も手がける。
2023年1月13日に死去。62歳没。
2001年時点で日本SF作家クラブ会員だったが、2024年10月時点では物故者名簿に名前がない。

## 主な作品

### 小説
出版社50音順。
- 朝日ノベルズ
  - 無責任艦長タイラー デラックス 版
  - エンブレムは葵
  - 突入! 痛戦車小隊
- 角川スニーカー文庫
  - 妖世紀水滸伝シリーズ
- KSS
  - ハウザーモンキー

（アンソロジー『宇宙からの帰還』収録）
- 講談社X文庫
  - 小説コータローまかりとおる―ハチャメチャ痛快学園活劇 - デビュー作、劇場版のノベライズ
  - ゲームブック ゲゲゲの鬼太郎
- 光栄
  - 提督の決断 吼える四戦艦
- 光風社出版
  - 新・昭和遊撃隊
- 青心社
  - あうとふぉーかす
- ソノラマ文庫
  - 修羅の大空
  - 北海の堕天使／凍てる波涛
  - アプサラス・シリーズ
  - 恐竜鉄道
  - 鉄の由来
  - コスプレ温泉
  - 火星の土方歳三
火星シリーズのオマージュ作品。土方歳三が死後、火星に転生する。
  - 金星のZ旗
金星シリーズのオマージュ作品。秋山真之は死後、火星に転生し土方と出会うがそりが合わず、金星へと行く。
  - 南軍騎兵大尉ジョン・カーター
火星のプリンセス以前のジョン・カーターの物語。実在する同時代人（マーク・トウェインなど）も登場する。
  - 二等陸士物語
  - 二等空士物語
  - 二等海士物語
自衛隊をテーマとしたシリーズ。
  - 風邪ひきエスパーシリーズ
    - 風邪ひきエスパー
    - 風邪ひきエスパー怒る
    - 風邪ひきエスパーの逆襲

  - 屠竜の剣
  - とってもヴァンパイア
  - にんげんはじめました
  - にんげんゆめみました
- 中央公論社
  - 東亜の獅子
- 徳間書店
  - 「ロジャーズ・ラフネックス」シリーズ
- 白泉社
  - 婦警さんはスーパーギャル（新書/全3巻）
- ファミ通文庫
  - VAクライシス : 奥様は人気声優
  - 真・無責任艦長タイラー
  - 無責任提督タイラー
  - シャルロット・リーグ
孤島の学園で行われるバトル・ロワイアル物。シャルロット・ホームズが学園理事長であるが、最後に登場するのみ。
    - シャルロット・ホームズの冒険
シャーロック・ホームズの曾孫のパンク娘と日本人の古生物学者がコンビを組んで、イギリスで事件を解決する。
      - T・レックスの瞳
      - 暗殺者（マーダラー）のヒモ
      - 踊る人魚
クトゥルフ神話物

  - クラウド
- 富士見ファンタジア文庫
  - 宇宙一の無責任男 シリーズ
  - アイドル防衛隊ハミングバード
  - 鉄甲巨兵 SOME-LINE
  - 夢龍戦士アインレオン
  - エクウス
  - ユミナ戦記
  - 旋風のカガリ
  - 斗姫
- 富士見美少女文庫
  - 時空のロマンサー マイナス43
  - e・tude －エチュード－
- 双葉文庫
  - ルパン三世ゲームブックシリーズ1 「さらば愛しきハリウッド」
  - ルパン三世 戦場は、フリーウェイ

### その他
- 角川書店
  - ブリザードYuki（原案担当）